# Petite vieille
Taxons concernés
- Plusieurs espèces de la famille des Labridaemodifier

Petite vieille est un nom vernaculaire ambigu attribué à plusieurs espèces de poissons marins, tous regroupés au sein de la famille des Labridae. 
- Crénilabre commun - Symphodus melops
- Centrolabre - Centrolabrus exoletus